# Dasyscelidius atrifrons
Dasyscelidius atrifrons är en insektsart som först beskrevs av Brunner von Wattenwyl 1895.  Dasyscelidius atrifrons ingår i släktet Dasyscelidius och familjen vårtbitare. Inga underarter finns listade i Catalogue of Life.